# Rhomphaea irrorata
Rhomphaea irrorata là một loài nhện trong họ Theridiidae.
Loài này thuộc chi Rhomphaea. Rhomphaea irrorata được Tord Tamerlan Teodor Thorell miêu tả năm 1898.